# Haukur Þrastarson
Haukur Þrastarson (født 14. april 2001 i Selfoss, Island) er en islandsk håndboldspiller, som spiller i UMF Selfoss og på Islands herrehåndboldlandshold.
Han deltog under EM i håndbold 2020 i Sverige/Østrig/Norge.